# Laranjeiras do Sul
Laranjeiras do Sul là một đô thị thuộc bang Paraná, Brasil. Đô thị này có diện tích 671,121 km², dân số năm 2007 là 31516 người, mật độ 45,2 người/km².